# Wilma Aintila
Wilma Aintila (* 12. April 2004 in Kirkkonummi) ist eine finnische Radrennfahrerin, die überwiegend im Straßenradsport aktiv ist.

## Sportlicher Werdegang
Mit dem Wechsel in die U23 wurde Aintila 2023 Mitglied bei den Lotto Dstny Ladies. Mit Stärken im Einzelzeitfahren stand sie beim Prolog zur Watersley Ladies Challenge 2023 erstmals auf dem Podium eines internationalen Rennens. Bei den Europameisterschaften im selben Jahr wurde sie Fünfte im Einzelzeitfahren der U23. 2024 verpasste sie bei der Tour de Pologne Women als Zweite im Einzelzeitfahren ihren ersten Sieg nur um eine Sekunde. Bei den nationalen Meisterschaften sicherte sie sich den U23-Titel im Einzelzeitfahren. Neben der Straße startete Aintila 2024 im Gravel bei der Nordic Gravel Series, wo sie zwei der fünf Rennen gewann.
Zur Saison 2025 wechselte Aintila in die UCI WorldTour zum deutschen Team Canyon SRAM zondacrypto.

## Erfolge
2021
- Finnische Junioren-Meisterin – Cyclocross

2024
- Finnische U23-Meisterin – Einzelzeitfahren